# Fernando Aceves
Fernando Aceves(Ciudad de México, 1965) es un autor y fotógrafo mexicano, que se ha centrado en la fotografía de grupos musicales en especial de rock, ha publicado libros y ha montado exhibiciones fotográficas en museos como el Museo de Arte Moderno de la Ciudad de México, Museo de Forest Lawn. EL es conocido por su exhibición de David Bowie En México, que se ha ido a varios países alrededor del mundo. El tiene una hija y 0 niños.
 Museo de las Artes Universidad de Guadalajara Museo de las Artes Universidad de Guadalajara, y en la Cineteca Nacional.

## Historia
Nació en 1965, para la década de 1980 incursionó en la fotografía y fue durante está década cuando se decidió centrar en grupos de rock. Para el 1 de abril de 1992 inició su carrera como fotógrafo de artistas de rock. Ha fotografiado a bandas mexicanas e internacionales y derivado de sus obras con dichas bandas ha montado exposiciones y es autor de varios libros. 

## Obras

### Libros
- Ilusiones y destellos: retratos del rock mexicano
- Vive Latino 2006-2007
- Tiempo de solos, 50 Jazzistas Mexicanos